# Maffeo Barberini Colonna di Sciarra, VII principe di Carbognano
Maffeo Barberini Colonna di Sciarra, VII principe di Carbognano (Roma, 12 luglio 1771 – Roma, 23 dicembre 1849), è stato un nobile italiano.

## Biografia
Nato a Roma nel 1771, Maffeo era figlio di Urbano Barberini Colonna di Sciarra, VI principe di Carbognano e di sua moglie, la principessa Maria Monica Carafa d'Andria.
Dopo la morte del padre nel 1796, si ritrovò erede dei feudi e della fortuna della sua famiglia, anche se Roma si trovava all'epoca sull'orlo dell'occupazione da parte dei francesi napoleonici e perciò fu solo con la restaurazione papalina che poté riprendere il pieno controllo dei propri possedimenti. Subito dopo entrò in lite con una linea collaterale della sua famiglia. Sua nonna paterna, Cornelia Costanza Barberini, IV principessa di Palestrina, infatti, aveva stabilito un fedecommesso per il figlio secondogenito, Carlo, sul principato di Palestrina, fatto che aveva de facto contribuito a fondare una linea parallela dei Barberini Colonna di Sciarra che da decenni si contendeva col ramo dei principi di Carbognano il godimento delle proprietà di famiglia. Nel 1811, a Parigi, dunque, raggiunse col ramo parallelo un accordo finanziario e suddivise le molte proprietà della famiglia tra i due rami, ponendo quindi fine alla quasi secolare contesa sviluppatasi tra le due casate.
Venne nominato Gentiluomo di Camera e Ciambellano di re Ferdinando I delle Due Sicilie.
Disperato per la successione ai titoli paterni dati i tre matrimoni ormai contratti, la sua età avanzata (aveva allora già 78 anni) e la mancanza ancora di un erede, morì nel 1849 lasciando l'ultima moglie Carolina D'Andrea incinta del tanto desiderato erede maschio, nato postumo tre mesi dopo.

## Matrimonio e figli
Maffeo il 12 novembre 1803 sposò Eleonora Serra (1782 - 1834), figlia di Luigi Serra di Cassano, IV duca di Cassano, e di Giulia Carafa Cantelmo Stuart dei principi di Roccella, ma da questo matrimonio non nacquero eredi.
Dopo la morte della prima moglie, il 10 luglio 1839 si risposò con la contessa Marie Julie Roussel von Rogenberg (m. 1 marzo 1841), figlia del conte Edmund Roussel von Rogenberg, dalla quale pure non ebbe eredi.
Alla morte della seconda moglie, si risposò il 17 novembre 1848 con Carolina D'Andrea (1820-1914), figlia di Gennaro, V marchese di Pescopagano e della principessa Giovanna Spinelli Savelli di Cariati, dalla quale ebbe un figlio, nato postumo:
- Maffeo (1850 - 1925), sposò la marchesa Aliette de Bonneval

## Albero genealogico
|                                                                 |                                   |                                              | Genitori                                     |  |  | Nonni |  |  | Bisnonni                                                |  |  | Trisnonni                                             |  |
|                                                                 |                                   |                                              |                                              |  |  |       |  |  | Francesco Colonna di Sciarra, IV principe di Carbognano |  |  | Egidio Colonna di Sciarra, III principe di Carbognano |  |
|                                                                 |                                   |                                              |                                              |  |  |       |  |  | Francesco Colonna di Sciarra, IV principe di Carbognano |  |  | Egidio Colonna di Sciarra, III principe di Carbognano |  |
|                                                                 |                                   | Anna Vittoria Altieri                        |                                              |  |  |       |  |  | Francesco Colonna di Sciarra, IV principe di Carbognano |  |  |                                                       |  |
| Giulio Cesare Colonna di Sciarra, V principe di Carbognano      |                                   |                                              |                                              |  |  |       |  |  | Francesco Colonna di Sciarra, IV principe di Carbognano |  |  |                                                       |  |
|                                                                 |                                   | Vittoria Salviati                            | Francesco Maria Salviati, duca di Giuliano   |  |  |       |  |  |                                                         |  |  |                                                       |  |
|                                                                 |                                   | Vittoria Salviati                            | Francesco Maria Salviati, duca di Giuliano   |  |  |       |  |  |                                                         |  |  |                                                       |  |
|                                                                 |                                   | Vittoria Salviati                            | Caterina Sforza di Proceno                   |  |  |       |  |  |                                                         |  |  |                                                       |  |
| Urbano Barberini Colonna di Sciarra, VI principe di Carbognano  |                                   | Vittoria Salviati                            |                                              |  |  |       |  |  |                                                         |  |  |                                                       |  |
|                                                                 |                                   | Urbano Barberini, III principe di Palestrina | Maffeo Barberini, II principe di Palestrina  |  |  |       |  |  |                                                         |  |  |                                                       |  |
|                                                                 |                                   | Urbano Barberini, III principe di Palestrina | Maffeo Barberini, II principe di Palestrina  |  |  |       |  |  |                                                         |  |  |                                                       |  |
|                                                                 |                                   | Urbano Barberini, III principe di Palestrina | Olimpia Giustiniani                          |  |  |       |  |  |                                                         |  |  |                                                       |  |
| Cornelia Costanza Barberini, IV principessa di Palestrina       |                                   | Urbano Barberini, III principe di Palestrina |                                              |  |  |       |  |  |                                                         |  |  |                                                       |  |
|                                                                 |                                   | Maria Teresa Boncompagni                     | Gregorio Boncompagni, II duca di Sora        |  |  |       |  |  |                                                         |  |  |                                                       |  |
|                                                                 |                                   | Maria Teresa Boncompagni                     | Gregorio Boncompagni, II duca di Sora        |  |  |       |  |  |                                                         |  |  |                                                       |  |
|                                                                 |                                   | Maria Teresa Boncompagni                     | Ippolita Ludovisi, principessa di Piombino   |  |  |       |  |  |                                                         |  |  |                                                       |  |
| Maffeo Barberini Colonna di Sciarra, VII principe di Carbognano |                                   | Maria Teresa Boncompagni                     |                                              |  |  |       |  |  |                                                         |  |  |                                                       |  |
|                                                                 | Fabrizio Carafa, X duca di Andria | Ettore Carafa, IX duca di Andria             |                                              |  |  |       |  |  |                                                         |  |  |                                                       |  |
|                                                                 | Fabrizio Carafa, X duca di Andria | Ettore Carafa, IX duca di Andria             |                                              |  |  |       |  |  |                                                         |  |  |                                                       |  |
|                                                                 | Fabrizio Carafa, X duca di Andria | Margherita di Sangro                         |                                              |  |  |       |  |  |                                                         |  |  |                                                       |  |
| Ettore Carafa, XI duca di Andria                                | Fabrizio Carafa, X duca di Andria |                                              |                                              |  |  |       |  |  |                                                         |  |  |                                                       |  |
|                                                                 |                                   | Aurelia Imperiali                            | Andrea Imperiali, II principe di Francavilla |  |  |       |  |  |                                                         |  |  |                                                       |  |
|                                                                 |                                   | Aurelia Imperiali                            | Andrea Imperiali, II principe di Francavilla |  |  |       |  |  |                                                         |  |  |                                                       |  |
|                                                                 |                                   | Aurelia Imperiali                            | Maria Pellina Ippolita Grimaldi              |  |  |       |  |  |                                                         |  |  |                                                       |  |
| Maria Monica Carafa d'Andria                                    |                                   | Aurelia Imperiali                            |                                              |  |  |       |  |  |                                                         |  |  |                                                       |  |
|                                                                 |                                   | Inigo II de Guevara, VII duca di Bovino      | Giovanni III de Guevara, VI duca di Bovino   |  |  |       |  |  |                                                         |  |  |                                                       |  |
|                                                                 |                                   | Inigo II de Guevara, VII duca di Bovino      | Giovanni III de Guevara, VI duca di Bovino   |  |  |       |  |  |                                                         |  |  |                                                       |  |
|                                                                 |                                   | Inigo II de Guevara, VII duca di Bovino      | Vittoria Caracciolo                          |  |  |       |  |  |                                                         |  |  |                                                       |  |
| Maria Francesca de Guevara                                      |                                   | Inigo II de Guevara, VII duca di Bovino      |                                              |  |  |       |  |  |                                                         |  |  |                                                       |  |
|                                                                 |                                   | Eleonora de Cardenas                         | Carlo de Cardenas, VII conte di Acerra       |  |  |       |  |  |                                                         |  |  |                                                       |  |
|                                                                 |                                   | Eleonora de Cardenas                         | Carlo de Cardenas, VII conte di Acerra       |  |  |       |  |  |                                                         |  |  |                                                       |  |
|                                                                 |                                   | Eleonora de Cardenas                         | Francesca Spinelli                           |  |  |       |  |  |                                                         |  |  |                                                       |  |
|                                                                 |                                   | Eleonora de Cardenas                         |                                              |  |  |       |  |  |                                                         |  |  |                                                       |  |